# Athyrium fallaciosum
Athyrium fallaciosum är en majbräkenväxtart som beskrevs av Carl August Julius Milde. Athyrium fallaciosum ingår i släktet Athyrium och familjen Athyriaceae. Inga underarter finns listade.